# Bundestagswahlkreis Ansbach
Der Wahlkreis Ansbach (Wahlkreis 240; bis zur Bundestagswahl 2021 Wahlkreis 241) ist ein Bundestagswahlkreis in Bayern. Er umfasst die kreisfreie Stadt Ansbach sowie die Landkreise Ansbach und Weißenburg-Gunzenhausen. Der Wahlkreis wurde bei allen bisherigen Bundestagswahlen von den Direktkandidaten der CSU gewonnen.

## Wahlergebnisse

### Bundestagswahl 2025
Zur Bundestagswahl 2025 am 23. Februar wurden 9 Direktkandidaten und 17 Landeslisten zugelassen.
| Kandidaten                                             | Kandidaten                     | Parteien/Listen     | Erststimmen | Erststimmen | Zweitstimmen | Zweitstimmen |
| Kandidaten                                             | Kandidaten                     | Parteien/Listen     | Stimmen     | %           | Stimmen      | %            |
| ------------------------------------------------------ | ------------------------------ | ------------------- | ----------- | ----------- | ------------ | ------------ |
|                                                        | Artur Auernhammergewählt im WK | CSU                 | 84.723      | 41,8        | 75.749       | 37,3         |
|                                                        | Daniel Mirlach                 | SPD                 | 26.718      | 13,2        | 24.616       | 12,1         |
|                                                        | Sebastian Amler                | GRÜNE               | 18.248      | 9,0         | 19.216       | 9,5          |
|                                                        | Franziska Kremer               | FDP                 | 5.276       | 2,6         | 6.785        | 3,3          |
|                                                        | Stefan Wigler                  | AfD                 | 43.100      | 21,3        | 43.752       | 21,5         |
|                                                        | Markus Mooser                  | FREIE WÄHLER        | 10.960      | 5,4         | 9.499        | 4,7          |
|                                                        | Nadja Gschwendtner             | Die Linke           | 9.434       | 4,7         | 10.145       | 5,0          |
|                                                        | –                              | dieBasis            | –           | –           | 801          | 0,4          |
|                                                        | –                              | Tierschutzpartei    | –           | –           | 1.679        | 0,8          |
|                                                        | –                              | Die PARTEI          | –           | –           | 716          | 0,4          |
|                                                        | Kevin Settler                  | ÖDP                 | 2.251       | 1,1         | 1.089        | 0,5          |
|                                                        | –                              | BP                  | –           | –           | 255          | 0,1          |
|                                                        | Markus Wolff                   | Volt                | 2.106       | 1,0         | 1.140        | 0,6          |
|                                                        | –                              | PdH                 | –           | –           | 122          | 0,1          |
|                                                        | –                              | MLPD                | –           | –           | 34           | 0,0          |
|                                                        | –                              | BÜNDNIS DEUTSCHLAND | –           | –           | 188          | 0,1          |
|                                                        | –                              | BSW                 | –           | –           | 7.402        | 3,6          |
| Gesamt                                                 | Gesamt                         | Gesamt              | 202.816     | 100         | 203.188      | 100          |
|                                                        |                                |                     |             |             |              |              |
| Ungültige Stimmen                                      | Ungültige Stimmen              | Ungültige Stimmen   | 1.008       | 0,5         | 636          | 0,3          |
| Wähler                                                 | Wähler                         | Wähler              | 203.824     | 84,4        | 203.824      | 84,4         |
| Wahlberechtigte                                        | Wahlberechtigte                | Wahlberechtigte     | 241.618     |             | 241.618      |              |
|                                                        |                                |                     |             |             |              |              |
| Quellen: Die Bundeswahlleiterin, Kandidaten – Ergebnis |                                |                     |             |             |              |              |

Kursive Direktkandidaten kandidieren nicht für die Landesliste, kursive Parteien treten ohne Landesliste an.

### Bundestagswahl 2021
Zur Bundestagswahl 2021 am 26. September wurden 11 Direktkandidaten und 26 Landeslisten zugelassen.
| Kandidaten                               | Kandidaten                     | Parteien/Listen      | Erststimmen | Erststimmen | Zweitstimmen | Zweitstimmen |
| Kandidaten                               | Kandidaten                     | Parteien/Listen      | Stimmen     | %           | Stimmen      | %            |
| ---------------------------------------- | ------------------------------ | -------------------- | ----------- | ----------- | ------------ | ------------ |
|                                          | Artur Auernhammergewählt im WK | CSU                  | 73.312      | 38,4        | 63.299       | 33,1         |
|                                          | Harry Scheuenstuhl             | SPD                  | 33.819      | 17,7        | 37.642       | 19,7         |
|                                          | Daniel Lösch                   | AfD                  | 18.418      | 9,6         | 19.142       | 10,0         |
|                                          | Thomas Alexander Kestler       | FDP                  | 13.016      | 6,8         | 16.213       | 8,5          |
|                                          | Herbert Sirois                 | GRÜNE                | 21.343      | 11,2        | 22.325       | 11,7         |
|                                          | Erkan Dinar                    | DIE LINKE            | 3.798       | 2,0         | 4.904        | 2,6          |
|                                          | Sylvia Bogenreuther            | FREIE WÄHLER         | 16.592      | 8,7         | 14.738       | 7,7          |
|                                          | Kilian Welser                  | ÖDP                  | 2.902       | 1,5         | 1.518        | 0,8          |
|                                          | -                              | Tierschutzpartei     | –           | –           | 2.218        | 1,2          |
|                                          | -                              | BP                   | –           | –           | 523          | 0,3          |
|                                          | –                              | Die PARTEI           | –           | –           | 1.312        | 0,7          |
|                                          | Markus Stephan Wanger          | PIRATEN              | 2.180       | 1,1         | 1.048        | 0,5          |
|                                          | Maik Langen                    | NPD                  | 447         | 0,2         | 359          | 0,2          |
|                                          | –                              | V-Partei³            | –           | –           | 197          | 0,1          |
|                                          | –                              | Gesundheitsforschung | –           | –           | 261          | 0,1          |
|                                          | -                              | MLPD                 | –           | –           | 24           | 0,0          |
|                                          | –                              | DKP                  | –           | –           | 42           | 0,0          |
|                                          | Markus Engelhardt              | dieBasis             | 5.167       | 2,7         | 4.052        | 2,1          |
|                                          | –                              | Bündnis C            | –           | –           | 279          | 0,1          |
|                                          | –                              | III. Weg             | –           | –           | 98           | 0,1          |
|                                          | -                              | du.                  | –           | –           | 101          | 0,1          |
|                                          | -                              | LKR                  | –           | –           | 22           | 0,0          |
|                                          | -                              | Die Humanisten       | –           | –           | 145          | 0,1          |
|                                          | –                              | Team Todenhöfer      | –           | –           | 408          | 0,2          |
|                                          | -                              | UNABHÄNGIGE          | –           | –           | 367          | 0,2          |
|                                          | –                              | Volt                 | –           | –           | 249          | 0,1          |
| Gesamt                                   | Gesamt                         | Gesamt               | 190.994     | 100         | 191.486      | 100          |
|                                          |                                |                      |             |             |              |              |
| Ungültige Stimmen                        | Ungültige Stimmen              | Ungültige Stimmen    | 1.514       | 0,8         | 1.022        | 0,5          |
| Wähler                                   | Wähler                         | Wähler               | 192.508     | 79,2        | 192.508      | 79,2         |
| Wahlberechtigte                          | Wahlberechtigte                | Wahlberechtigte      | 243.174     |             | 243.174      |              |
|                                          |                                |                      |             |             |              |              |
| Quellen: Die Bundeswahlleiterin, Stimmen |                                |                      |             |             |              |              |

Kursive Direktkandidaten kandidieren nicht für die Landesliste, kursive Parteien sind nicht Teil der Landesliste.

### Bundestagswahl 2017
Zur Bundestagswahl 2017 am 24. September wurden 9 Direktkandidaten und 21 Landeslisten zugelassen.
| Direktkandidat           | Partei                | Erststimmen in % | Zweitstimmen in % |
| ------------------------ | --------------------- | ---------------- | ----------------- |
| Artur Auernhammer        | CSU                   | 44,3             | 40,4              |
| Lutz Egerer              | SPD                   | 18,4             | 17,1              |
| Herbert Sirois           | Bündnis 90/Die Grünen | 7,6              | 8,8               |
| Johannes Dallheimer      | FDP                   | 4,2              | 7,5               |
| Wolfgang Dörner          | AfD                   | 10,5             | 11,8              |
| Harald Weinberg          | LINKE                 | 6,1              | 6,6               |
| Marco Meier              | FREIE WÄHLER          | 6,5              | 3,4               |
| –                        | PIRATEN               | -                | 0,4               |
| Günther Brendle-Behnisch | ÖDP                   | 2,3              | 1,2               |
| –                        | BP                    | -                | 0,3               |
| –                        | NPD                   | -                | 0,4               |
| –                        | Tierschutzpartei      | -                | 0,9               |
| –                        | MLPD                  | -                | 0,0               |
| –                        | Büso                  | -                | 0,0               |
| –                        | BGE                   | -                | 0,1               |
| –                        | DiB                   | -                | 0,1               |
| –                        | DKP                   | -                | 0,0               |
| –                        | DM                    | -                | 0,2               |
| –                        | Die PARTEI            | -                | 0,7               |
| –                        | Gesundheitsforschung  | -                | 0,1               |
| –                        | V-Partei³             | -                | 0,1               |
| Bruno Walter             | DIE VIOLETTEN         | 0,2              | -                 |

### Bundestagswahl 2013
| Direktkandidat | Partei                | Erststimmen in % | Zweitstimmen in % |
| -------------- | --------------------- | ---------------- | ----------------- |
| Josef Göppel   | CSU                   | 53,3             | 47,6              |
| Anette Pappler | SPD                   | 23,2             | 22,2              |
| Sina Doughan   | Bündnis 90/Die Grünen | 5,9              | 8,3               |
| Rainer Erdel   | FDP                   | 4,5              | 4,6               |
| Peter Schlegel | Die Linke             | 3,8              | 3,9               |
| Daniel Gruber  | PIRATEN               | 2,4              | 2,0               |
| Otto Sparrer   | Freie Wähler          | 4,1              | 3,2               |

### Bundestagswahl 2009
| Direktkandidat    | Partei                | Erststimmen in % | Zweitstimmen in % | Bundestagswahl 2005 Zweitstimmen in % |
| ----------------- | --------------------- | ---------------- | ----------------- | ------------------------------------- |
| Josef Göppel      | CSU                   | 47,4             | 40,1              | 47,0                                  |
| Helga Koch        | SPD                   | 21,9             | 19,3              | 29,1                                  |
| Thomas Kestler    | Bündnis 90/Die Grünen | 8,3              | 10,2              | 7,2                                   |
| Rainer Erdel      | FDP                   | 10,2             | 13,7              | 7,8                                   |
| –                 | REP                   | –                | 0,8               | 1,3                                   |
| Erkan Dinar       | Die Linke             | 5,4              | 7,2               | 3,5                                   |
| Doreen Langen     | NPD                   | 2,3              | 1,8               | 1,7                                   |
| –                 | PBC                   | –                | 0,4               | 0,8                                   |
| –                 | BP                    | –                | 0,3               | 0,2                                   |
| Birger Schmidt    | PIRATEN               | 1,9              | 2,1               | –                                     |
| Hermann Schweiger | ödp                   | 2,2              | 1,6               | –                                     |
| –                 | BüSo                  | –                | 0,1               | 0,0                                   |
| –                 | FAMILIE               | –                | 0,9               | 0,7                                   |
| –                 | MLPD                  | –                | 0,0               | 0,1                                   |
| –                 | Die Tierschutzpartei  | –                | 0,6               | –                                     |
| –                 | RRP                   | –                | 0,7               | –                                     |
| –                 | CM                    | –                | 0,1               | 0,0                                   |

## Wahlkreissieger seit 1949
| Wahl | Name                 | Partei | Erststimmen |
| ---- | -------------------- | ------ | ----------- |
| 2025 | Artur Auernhammer    | CSU    | 41,8 %      |
| 2021 | Artur Auernhammer    | CSU    | 38,4 %      |
| 2017 | Artur Auernhammer    | CSU    | 44,3 %      |
| 2013 | Josef Göppel         | CSU    | 53,5 %      |
| 2009 | Josef Göppel         | CSU    | 47,4 %      |
| 2005 | Josef Göppel         | CSU    | 54,3 %      |
| 2002 | Josef Göppel         | CSU    | 56,4 %      |
| 1998 | Carl-Dieter Spranger | CSU    | 50,4 %      |
| 1994 | Carl-Dieter Spranger | CSU    | 54,1 %      |
| 1990 | Carl-Dieter Spranger | CSU    | 56,1 %      |
| 1987 | Carl-Dieter Spranger | CSU    | 58,1 %      |
| 1983 | Carl-Dieter Spranger | CSU    | 64,8 %      |
| 1980 | Carl-Dieter Spranger | CSU    | 61,3 %      |
| 1976 | Carl-Dieter Spranger | CSU    | 64,4 %      |
| 1972 | Carl-Dieter Spranger | CSU    | 51,8 %      |
| 1969 | Georg Ehnes          | CSU    | 52,3 %      |
| 1965 | Georg Ehnes          | CSU    | 54,5 %      |
| 1961 | Georg Ehnes          | CSU    | 60,6 %      |
| 1957 | Friedrich Bauereisen | CSU    | 65,0 %      |
| 1953 | Friedrich Bauereisen | CSU    | 51,1 %      |
| 1949 | Friedrich Bauereisen | CSU    | 34,9 %      |

## Wahlkreisgeschichte
| Wahl      | Wahlkreisname | Gebiet |
| --------- | ------------- | --- |
| 1949      | 30 Ansbach    | Stadt Ansbach, alter Landkreis Ansbach, Landkreis Feuchtwangen, Stadt Rothenburg ob der Tauber, Landkreis Rothenburg ob der Tauber, Landkreis Uffenheim               |
| 1953–1961 | 225 Ansbach   | Stadt Ansbach, alter Landkreis Ansbach, Landkreis Feuchtwangen, Stadt Rothenburg ob der Tauber, Landkreis Rothenburg ob der Tauber, Landkreis Uffenheim               |
| 1965–1972 | 227 Ansbach   | Stadt Ansbach, alter Landkreis Ansbach, Stadt Rothenburg ob der Tauber, Landkreis Rothenburg ob der Tauber, Landkreis Uffenheim, Stadt Schwabach, Landkreis Schwabach |
| 1976–1987 | 227 Ansbach   | Stadt Ansbach, Landkreis Ansbach |
| 1990–1998 | 227 Ansbach   | Stadt Ansbach, Landkreis Ansbach, Landkreis Weißenburg-Gunzenhausen                                                                                                   |
| 2002–2005 | 242 Ansbach   | Stadt Ansbach, Landkreis Ansbach, Landkreis Weißenburg-Gunzenhausen                                                                                                   |
| 2009–2021 | 241 Ansbach   | Stadt Ansbach, Landkreis Ansbach, Landkreis Weißenburg-Gunzenhausen                                                                                                   |
| 2025–     | 240 Ansbach   | Stadt Ansbach, Landkreis Ansbach, Landkreis Weißenburg-Gunzenhausen                                                                                                   |